# 오빠를 고칠 약은 없어!
《오빠를 고칠 약은 없어!》 또는 《어서 우리 오빠를 데려가》(快把我哥带走)는 유・령(幽・灵)이 그리는 중국의 만화 작품이다. 학생인 남매 「스펀(時分)」과 「스먀오(時秒)」를 중심으로 하는 일상 코미디.
웹 만화로 연재되어, 중국 국내에서 5억회 조회수를 자랑한다.

## 등장 인물
스펀(時分)
목소리 - 비안장 / 나카무라 유이치
스먀오의 오빠. 고교 1학년. 특기 없음, 여친 없음, 학력 없음, 근성 없음이라고 스먀오에게 평가되고 있다. 장신이지만 근육은 그다지 없다. 일단 농구부에서 활동은 하고 있지만 보결. 사실 여동생을 꽤나 생각하고 있다.
스먀오(時秒)
목소리 - 샤오리안샤 / 아마미야 소라
스펀의 여동생. 중학 3년. 특기는 격투기. 남친 없음. 기가 센 성격이지만, 간혹 스펀에게 의지하거나 다정함을 보여줄 때가 있다.
카이신을 좋아한다. 다만 카이신 본인은 전혀 모르고있다.
카이신(開心)
목소리 - 황전지 / 오노 켄쇼
스펀의 친구. 상쾌한 성격으로, 스펀과 사이가 좋다. 농구를 잘해서 여학생들 에게 인기가 많다. 스먀오가 짝사랑중
먀오먀오(妙妙)
목소리 - 신위에빙빙 / 모리나가 치토세
스먀오의 친구. 하트 머리핀으로 뒷머리를 묶고 있다.
완쑤이(萬歳)
목소리 - 하나에 나츠키
부자에다가 귀족 중학교에서 온 전학생. 머리는 좋지 않다. 집사에게 모셔지고 있다.스먀오를 짝사랑즁

## 단행본
중국우의출판공사(中國友誼出版公司)에서 1권 간행.
1. 2015년 10월 1일 발매 ISBN 978-7-5057-3587-3

## TV 애니메이션
2017년 4월부터 6월까지 제1기로 전 12화, 2018년 7월부터 12월까지 제2기로 전 24화, 2019년 10월부터 12월까지 제3기로 전 12화, 2020년 10월부터 12화까지 제4기로 전 12화를 TOKYO MX에서 방송. 또, 중국 국내에서는 3월부터 텐센트에서 일본어판도 포함해 선행 공개한다. 다른 인터넷 방송은 비리비리(선행공개 대상)나 니코니코동화 등에서도 방송.
감독은 야와라카 전차를 다루는 라레코가 담당.
애니메이션에서의 문자 표현은 원작의 글자 표기를 그대로 채용하고 있다.

### 스태프
- 원작 - 유・령(幽・灵)
- 감독・각본 - 라레코
- 애니메이션 - 토쿠마루 나오코
- 미술 - 시라사키 카즈마
- 음향감독 - 센다 코헤이
- 음향효과・MA - 마츠이 켄스케
- 음악 - 데와 요시아키
- 기획 - Tencent Penguin Pictures
- 애니메이션 제작 - 이매지니어, 팬워크스

### 주제가
「Sunny side up」
작사・작곡 - 모리 료타 / 노래・편곡 - Brian the Sun
중국어판은 오프보컬.